# Paulo da Silva
Paulo César da Silva Barrios (Asunción, 1980. február 1. –) paraguayi labdarúgó, a mexikói Toluca FC hátvédje.